# Xã Posen, Michigan
Xã Posen (tiếng Anh: Posen Township) là một xã thuộc quận Presque Isle, tiểu bang Michigan, Hoa Kỳ. Năm 2010, dân số của xã này là 850 người.